# Good Golly, Miss Molly
Singles de Little Richard
Keep A-Knockin'/
Can't Believe You Wanna Leave
(1957) Ooh! My Soul/
True Fine Mama
(1958)
Good Golly Miss Molly est une chanson enregistrée par Little Richard en 1956 qui atteindra la 4e position du Billboard Hot 100 en 1958.
La première commercialisation du single date de 1957 dans une version enregistrée par Les Valiants, mais n'obtient aucun succès.
La version de Richard, commercialisée en février 1958, est classée 94e au classement des cinq cents plus grandes chansons de tous les temps selon le magazine Rolling Stone.
Il existe plus d'une cinquantaine de versions.

## Version de Little Richard
Les paroles sont écrites par John Marascalco et Robert Blackwell, qui en est également le producteur.
Little Richard a choisi le titre en référence à une expression utilisée par le DJ Jimmy Pennick.
La musique lui fut inspirée par l'introduction au piano de Rocket 88 de Jackie Brenston que Richard apprécie beaucoup et qui possède un riff que Richard a toujours souhaité réutiliser.

### Historique des versions

#### Une version initiale au tempo rapide
Une première version est enregistrée le 30 juillet 1956 J&M Studio de Cosimo Matassa (en) à la Nouvelle Orléans.
- Little Richard : voix, piano
- Lee Allen : saxophone tenor
- Alvin Tyler : saxophone baryton
- Roy Eustis Montrell : guitare
- Frank Fields : guitare basse
- Earl Palmer : batterie

Deux prises, accompagnées de la mention 'Fast Versions', sortent sur la compilation Little Richard - The Speciality Sessions en 1989.

#### Une seconde version trois mois plus tard
Le 15 octobre 1956, dans le même studio, la même équipe enregistre ce qui constituera la version utilisée pour le simple et l'album.
Au moins dix prises sont réalisées : la prise no 9 servira de master. La compilation Little Richard - The Speciality Sessions en 1989 contient les prises de 7 à 10.
Le simple sort chez Specialty Records (Specialty no 624) en février 1958 en version 45 et 78 tours.
L'album Little Richard sort en juillet de la même année (Specialty no 2103).
| Classement (1958)                      | Meilleure position |
| -------------------------------------- | ------------------ |
| États-Unis (Billboard Hot 100)         | 10                 |
| États-Unis (Billboard Hot R&B/Hip-Hop) | 4                  |
| Royaume-Uni (UK Official Charts)       | 8                  |

| Classement (1977)                | Meilleure position |
| -------------------------------- | ------------------ |
| Royaume-Uni (UK Official Charts) | 37                 |

#### Enregistrements ultérieurs et représentations notables
Little Richard réenregistre Good Golly, Miss Molly à plusieurs reprises :
- Décembre 1964 avec Vee-Jay Records à Los Angeles, disponible sur Little Richard - The Most Dynamic Entertainer Of The Generation : His Greatest Hits (Vee Jay 1124[9]).
- Décembre 1965 avec Modern Records au Domino Club à Atlanta, disponible sur The Wild and Frantic Little Richard (Modern LP 103/1003[10]). Richard est accompagné par les Upsetters (en), un groupe qu'il a fondé quelques années auparavant.
- Le 25 janvier 1967 avec Okeh Records au Columbia Recording Studio 'D' à Hollywood, disponible sur l'album Little Richard's Greatest Hits Recorded Live! (OKS 14121[11]) sorti en juillet 1967. Richard est accompagné de Billy Preston à l'orgue, Johnny Watson et Glen Willings à la guitare et Eddie Fletcher à la guitare basse.
- Le 27 mars 1972 à Los Angeles. Richard joue aux différents claviers, accompagné de Mike Deasy, Adolph Jacobs, David. T. Walker et George Davis à la guitare électrique, Sneaky Pete Kleinow à la slide guitare, Chuck Rainey à la guitare basse, Earl Palmer à la batterie, Lee Allen et Bill Hemmons au saxophone ténor et Jim Horn au saxophone baryton. Cet enregistrement est produit et arrangé par Richard Penniman et Robert Blackwell mais ne sortira pas en simple ni sur un album.
- Fin 1972 avec Bell Records au Nassau Coliseum à Long Island, pour la bande originale du film Let the Good Times Roll (Bell 9002[12]).
- août 1976 pour K-tel International au Jack Clement Studio à Nashville, disponible sur Little Richard Live! 20 Super Hits (NC 462[13]). Richard est accompagné de Denis Brownside au piano, Eddie Bayers à la batterie, Jack Jackson à la basse et Paul Wormley et Pat Patnik à la guitare.
- En 1992, Richard enregistre une version avec le guitariste japonais Masayoshi Takanaka. Cette version parait sur l'album Little Richard Meets Masayoshi Takanaka (en), initialement réservé au marché japonais[14], qui sera également le dernier album de Richard.
- En 1992, il interprète son morceau lors de la soirée anniversaire des 50 ans de Mohamed Ali[15].

Malgré la présence des mentions 'Live' sur les enregistrements, ce sont en réalité des enregistrements studio sur lesquels a été collée la bande son d'un public.

### Double interprétation
Le texte renferme un double sens,.
Au sens propre, le verbe "to ball" fait référence au fait de danser : Mademoiselle Molly aime danser, du matin au soir. Mais c'est aussi une expression désignant des actes sexuels en argot américain.
Ainsi, quand Richard chante "she sure loves to ball", il insinue que cette dame aime le sexe, ce qui le choque et est la raison pour laquelle il s'exclame "good golly, Miss Molly!" (Bon sang, Mademoiselle Molly!).
Molly serait une prostituée : le passage "the house of blue light" représenterait les maisons closes. Le prénom lui-même, Molly, soutient cette interprétation puisque le mot 'moll' qui en dérive signifie 'prostituée' en argot.

## Version des Los Teen Tops
En 1959, le chanteur mexicain Enrique Guzman et son groupe Los Teen Tops enregistrent une version en espagnol sous le titre La Plaga.
Il paraît sur leur premier 78 tours qui comprend d'autres adaptations de standards du rock 'n' roll américain : El Rock De La Carcel (Jailhouse Rock), Confidente De Secundaria (High School Confidential) et Buen Rock Esta Noche (Good Rockin' Tonight).
Il est considéré comme l'un des premiers succès rock 'n' roll en espagnol.
| Classement (1960)             | Meilleure position |
| ----------------------------- | ------------------ |
| Argentine (Ventes mensuelles) | 3                  |
| Chili (Discomania)            | 9                  |
| Espagne (Discomania)          | 8                  |

L'adaptation en espagnol a vu disparaitre les termes à double sens[réf. souhaitée].
Environ trente ans plus tard, en 1987, la fille de Guzman, Alejandra, reprend le titre sur son premier album Bye Mama.

## Autres reprises
En 1957, Blackwell produit une version avec Les Valiants qui imite la version initiale rapide de Richard. Il s'agit de la première version commercialisée, dès novembre 1957 (puisque la version de Richard sort en février 1958).
En 1969, Creedence Clearwater Revival l'enregistre sur l'album Bayou Country. Les paroles sont légèrement modifiées : "When she hugs me, her kissin' make me ting-a-ling-a-ling" devient "Would you pardon me a kissin' and a ting-a-ling-a-ling?"
Dès 1979, Bruce Springsteen and the E Band Street l'incluent dans un medley. En 2012, ils l'interprètent toujours lors de leurs concerts,.
Parmi les autres artistes ayant repris ce titre, on trouve notamment
- Gene Vincent and the Shouts (1964)
- Sonics (1965)
- Evy (1966)
- Everly Brothers (1967)
- Cliff Richard (1967)
- Vince Taylor (1974)
- Puhdys (1976)
- Meat Puppets (1986)
- Def Leppard (1987)
- Status Quo (2000)
- Slade (2009)

### Reprises classées
En novembre 1962, la version de Jerry Lee Lewis (Sun 382) obtient la 31e place au Royaume-Uni. L'enregistrement a lieu au Phillips Studio à Nashville le 11 septembre 1962.
- Jerry Lee Lewis : voix, piano
- Fred Carter : guitare
- Kelton 'Kelso' Herston : guitare
- Floyd D. 'Lightnin'' Chance : guitare basse
- 'Buddy' Harman, Jr. : batterie
- Homer L. 'Boots' Randolph : saxophone

En 1964, les Swingin' Blue Jeans atteignent la 11e place au Royaume-Uni et la 43e place aux États-Unis (HMV Pop 1273). Ils obtiennent également la 6e place au classement Tijd Voor Teenagers Top 10 aux Pays-Bas.
En 1966, Mitch Ryder and the Detroits Wheels atteignent la 4e position au Billboard Hot 100 avec leur titre medley Devil With A Blue Dress On - Good Golly Miss Molly sur un arrangement de Bob Crewe.

### Adaptations en langue étrangère
| Langue   | Titre                 | Adaptation               | Interprète(s)                                                                                          |
| -------- | --------------------- | ------------------------ | --- |
| Danois   | Goe, gamle fru Olsen  | Torben Eschen            | Rock Nalle and the Flames (1977)                                                                       |
| Espagnol | La Plaga              | ...                      | Los Teen Tops (1960)                                                                                   |
| Français | C'est fini Miss Molly | Ralph Bernet             | Johnny Hallyday (1963 - version studio restée inédite jusqu'en 1993 - interprétée à l'Olympia en 1964) |
| Français | Jolie Miss Molly      | Georges Aber, Jean Eigel | Eddy Mitchell (1963 - album Eddy in London)                                                            |
| Français | Adieu, Miss Molly     | Michel Mallory           | Johnny Hallyday (1975 - album Rock à Memphis)                                                          |

## Réutilisations et références dans les médias

### Films et séries
- En 1973, le film Let the Good Times Roll (film) (en) utilise ce titre dans sa bande originale[34].
- En 1983, dans le film L'Étoffe des héros.
- En 1991, John Goodman interprète une version de la chanson dans le film King Ralph. Un clip vidéo mettant en scène Little Richard est créé à cette occasion[35].
- En 2006, le 16e épisode de la première saison de la série Hannah Montana s'intitule Good Golly, Miss Dolly, auquel participe Dolly Parton[36].
- En 2013, on entend cette chanson dans le 3e épisode de la série Molly, une femme au combat, dans une version interprétée par les Swinging Blue Jeans.

### Chansons
- En 1970, Deep Purple fait une référence à ce morceau dans la chanson Speed King (« 'Good Golly', said Little Miss Molly »).
- En 1973, Christophe fredonne le titre dans la version longue de son titre Les Paradis perdus.
- En 1973, Raffaella Carra interprète un extrait de la chanson dans son Rock'n'Roll Medley.
- En 1989, Jive Bunny and the Mastermixers utilisent le titre dans leur medley That's What I Like.
- En 2012, Problem sample le titre dans sa chanson Rollin'.